# James S. Davenport

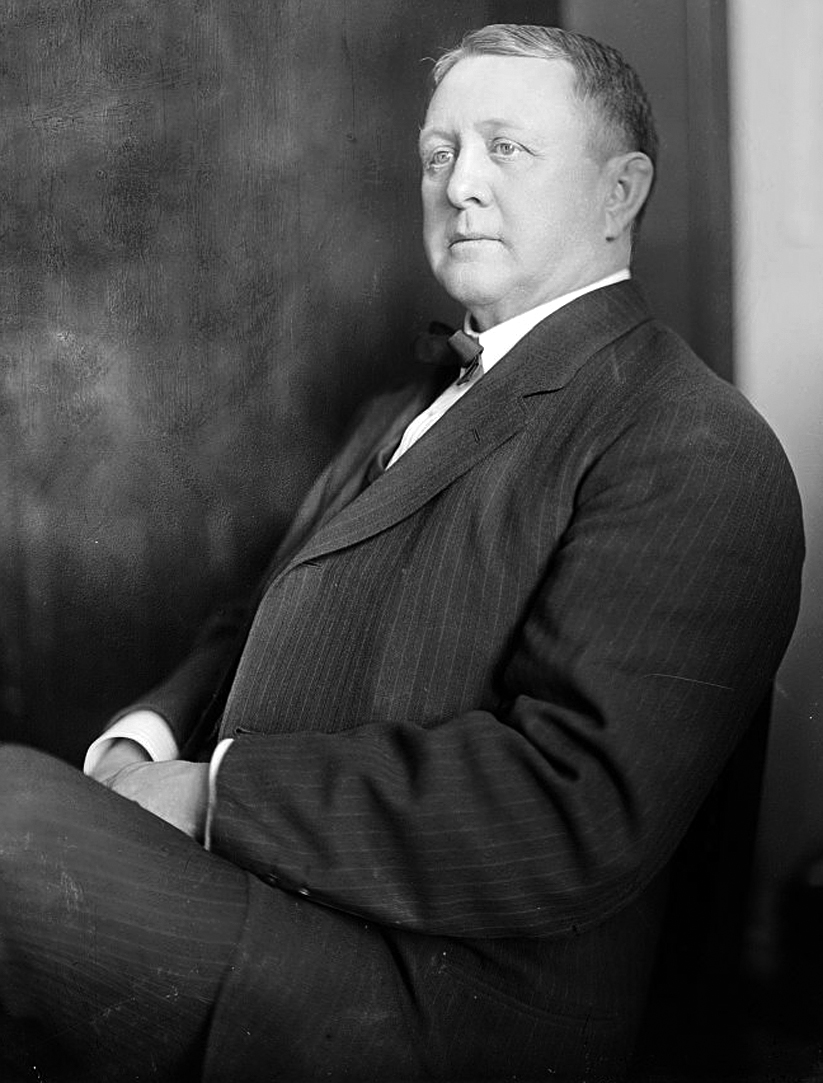
James S. Davenport

James Sanford Davenport (* 21. September 1864 bei Gaylesville, Cherokee County, Alabama; † 3. Januar 1940 in Oklahoma City, Oklahoma) war ein US-amerikanischer Politiker. Zwischen 1907 und 1917 vertrat er mit Unterbrechungen den dritten bzw. den ersten Wahlbezirk des Bundesstaates Oklahoma im US-Repräsentantenhaus.

## Werdegang
Im Jahr 1880 zog James Davenport mit seinen Eltern nach Conway in Arkansas, wo er die öffentlichen Schulen besuchte. Danach absolvierte er die Vilona High School und die Greenbrier Academy. Nach einem anschließenden Jurastudium und seiner 1890 erfolgten Zulassung als Rechtsanwalt begann Davenport in Conway in seinem neuen Beruf zu arbeiten.
Noch im Jahr 1890 zog er nach Muskogee im heutigen Oklahoma. 1893 verlegte er seinen Wohnsitz nach Vinita, wo er ebenfalls als Rechtsanwalt praktizierte. Politisch wurde er Mitglied der Demokratischen Partei. Zwischen 1897 und 1901 war Davenport Mitglied des Regierungsrats im Oklahoma-Territorium, wobei er in den letzten beiden Jahren Präsident dieses Gremiums war. Zwischen 1901 und 1907 war er einer der Rechtsanwälte der Cherokee-Indianer. In den Jahren 1903 und 1904 war er Bürgermeister von Vinita.
Nachdem Oklahoma ein regulärer Bundesstaat der Vereinigten Staaten geworden war, wurde James Davenport in das US-Repräsentantenhaus gewählt. Dieses Mandat übte er zwischen dem 16. November 1907 und dem 3. März 1909 aus. Im Jahr 1908 scheiterte sein Versuch einer direkten Wiederwahl. Bei den Wahlen des Jahres 1910 schaffte er die Rückkehr in den Kongress. 1912 wurde er in seinem Wahlbezirk bestätigt, 1914 schaffte er den erneuten Einzug in das Repräsentantenhaus im ersten Distrikt von Oklahoma. Somit konnte er zwischen dem 4. März 1911 und dem 3. März 1917 insgesamt drei zusammenhängende Legislaturperioden im Kongress absolvieren. Im Jahr 1916 wurde er nicht wiedergewählt.
Nach dem Ende seiner Zeit im Kongress war James Davenport wieder als Rechtsanwalt in Vinita tätig. Im Jahr 1926 wurde er Richter an einem Berufungsgericht in Oklahoma. Dieses Amt bekleidete er bis zu seinem Tod im Jahr 1940.